# دي بروكه
دي بروكه (بالألمانية: Die Brücke) وتعني باللغة الألمانية الجسر ، هي فيلم سينمائي ألماني روائي، أنتجت عام 1959م، وتدور القصة حول وضع القوات الألمانية أثناء الحرب العالمية الثانية، ومحاولتهم لمنع تقدم القوات الأمريكية، ورشحت الفيلم لجائزة أوسكار.